# الکس کینتانیلا
الکس کینتانیلا (انگلیسی: Alex Quintanilla؛ زادهٔ ۲ ژوئیهٔ ۱۹۹۰) بازیکن فوتبال اهل اسپانیا است.
از باشگاه‌هایی که در آن بازی کرده‌است می‌توان به باشگاه فوتبال دپورتیوو آلاوس، باشگاه فوتبال میراندس، باشگاه فوتبال آلمریا، باشگاه فوتبال کوردوبا، باشگاه خیمناستیک تاراگونا، و باشگاه فوتبال اتلتیک بیلبائو بی اشاره کرد.